# Makoto Ozone
Makoto Ozone (jap. 小曽根真 Ozone Makoto; ur. 25 marca 1961 w Kobe) – japoński pianista jazzowy.

## Życiorys
Urodził się w Kobe. Jak podają rodzice, na organach zaczął grać mając 2 lata, a jako siedmiolatek rozpoczął improwizacje. Wcześnie stał się entuzjastą muzyki Oscara Petersona, który był inspiracją dla Makoto do nauki gry na fortepianie. Będąc w liceum zaczął występować z zawodowym big bandem jako Tadao Kitano i Arrow Jazz Orchestra, występując na licznych festiwalach jazzowych. W 1980 roku rozpoczął studia w Berklee College of Music w Bostonie na Wydziale Kompozycji i Aranżacji Jazzowej.

## Kariera
Studiując w Bostonie Ozone poznał Gary'ego Burtona. Dołączył do jego kwartetu i razem rozpoczęli międzynarodowe koncertowanie. W tym okresie – w roku 1983 podpisał umowę z CBS, nagrał i wydał debiutancki, autorski album pt. Makoto Ozone. Pierwszy solowy recital odbył się w Carnegie Hall pod szyldem „Cool Jazz Festival”. Oprócz Gary'ego Burtona w latach 80. XX wieku Ozone występował i nagrywał z takimi artystami jak: Chuck Loeb, Paquito D'rivera, Marc Johnson. W 1989 r. powrócił do Japonii i podpisał umowę z wytwórnią JVC, dla której przez 3 lata nagrał 3 longplaye. Pierwszą solową płytę nagrał po kolejnej zmianie wydawcy w 1994 r. na Verve/Polydor (Breakout). W roku 1996, podczas „The Floating Jazz Festival” na pokładzie S. S. Norway, Ozone poznał basistę Kiyoshi Kitagawę i perkusistę Clarence'a Penna, czego konsekwencją była wspólna płyta „The Trio”, dzięki której zdobyli Nagrodę „Swing Journal” dla „Najlepszego Jazzu Japonii '97”. Wspólnie nagrali jeszcze album „Three Wishes", a następnie płytę „Dear Oscar” w hołdzie Oscarowi Petersonowi. Ten ostatni fonogram nagrodzono tytułem „Najlepszy Jazz Japonii '98”. W 2006 r. Makoto wrócił do USA, do Nowego Jorku. W 2009 r. Ozone poznał polską wokalistkę, Annę Marię Jopek, podczas jej koncertu w klubie Blue Note w Tokio. Owocem tej znajomości okazały się wspólne nagrania na płycie pt. Road to Chopin, wydanej w Roku Chopinowskim 2010 oraz wydany rok później wspólny album zatytułowany Haiku.

## Dyskografia

### Albumy
- 1983: Makoto Ozone (CBS)
- 1986: After (CBS)
- 1987: Now You Know (CBS)
- 1987: Spring is Here (CBS)
- 1990: Starlight (JVC)
- 1991: Paradise Wings (JVC)
- 1992: Walk Alone (JVC)
- 1994: Breakout (Verve/Polydor)
- 1995: Nature Boys
- 1997: The Trio
- 1998: Three Wishes
- 1998: Dear Oscar
- 1999: No Strings Attached
- 2000: Pandora
- 2000: Wizard of Ozone
- 2001: So Many Colors
- The Best
- 2002: Treasure
- 2003: Reborn
- New Spirit
- 2005: Real
- 2005: Duet (Makoto Ozone and Satoru Shionoya)
- No Name Horses
- First DECADE /10th Anniversary Best Album/
- 2007: Alive!! (live at Blue Note Tokyo)
- 2007: Falling in Love Again
- Ashita no Kita Yoshio (o.s.t.)
- No Name Horses II
- Ballads
- Jungle (feat. No Name Horses)
- 2010: Road to Chopin (Universal)
- 2011: Haiku (z Anną Marią Jopek) (Universal) – platynowa płyta[2]
- 2012: My Witch's Blue (Universal)